# Riccardo Zoidl
Riccardo Zoidl (Linz, Alta Àustria, 8 d'abril de 1988) és un ciclista austríac, professional des del 2008. Actualment corre a l'equip Felbermayr Simplon Wels.
El 2008 passà al professionalisme de la mà de l'equip RC ARBÖ Wles Gourmefein, però no serà fins al 2011 quan aconsegueixi les primeres victòries en curses menors. El 2012 guanya el Campionat d'Àustria de contrarellotge i serà el 2013 quan tingui la gran eclosió com a ciclista, amb victòries al Campionat d'Àustria en ruta, la Volta a Àustria, el Circuit de les Ardenes o el Tour de Bretanya, entre d'altres, que li van servir per guanyar l'UCI Europa Tour. Aquests bons resultats li van permetre fitxar pel Trek Factory Racing, de la categoria World Tour.

## Palmarès
- 2011
  - 1r al Tobago Cycling Classic i vencedor d'una etapa
  - Vencedor d'una etapa al Sibiu Cycling Tour
- 2012
  -  Campió d'Àustria de contrarellotge
  - Vencedor d'una etapa a la Volta a l'Alta Àustria
- 2013
  - 1r a l'UCI Europa Tour
  -  Campió d'Àustria en ruta
  - 1r a la Volta a Àustria
  - 1r al Circuit de les Ardenes i vencedor d'una etapa
  - 1r al Tour de Bretanya i vencedor d'una etapa
  - 1r al Gran Premi Raiffeisen
  - 1r a la Volta a l'Alta Àustria i vencedor de 2 etapes
  - 1r a la Zagreb-Ljubljana
- 2014
  -  Campió d'Àustria en ruta
- 2016
  - 1r al Gran Premi Raiffeisen
  - Vencedor d'una etapa al Tour de Croàcia
- 2017
  - Vencedor d'una etapa del Circuit de les Ardenes
  - Vencedor d'una etapa a la Fletxa del sud
- 2018
  - 1r al Tour de Savoia Mont Blanc
  - 1r al Czech Cycling Tour i vencedor d'una etapa
- 2020
  - Vencedor d'una etapa al Tour d'Antalya
- 2024
  - 1r a la Volta a Grècia i vencedor d'una etapa
  - 1r a la Małopolski Wyścig Górski i vencedor d'una etapa

### Resultats al Giro d'Itàlia
- 2014. 40è de la Classificació general
- 2016. 39è de la classificació general

### Resultats a la Volta a Espanya
- 2015. 54è de la classificació general
- 2016. 58è de la classificació general